# Basket-ball féminin

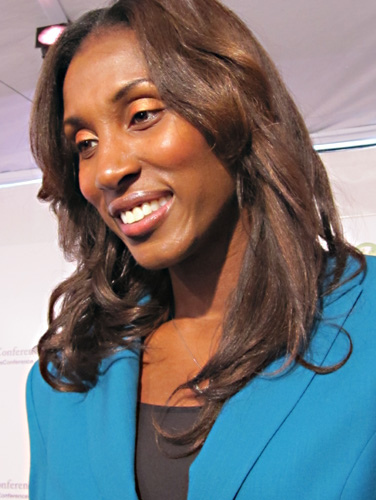
L'Américaine Lisa Leslie, quadruple médaillée olympique.

Le basket-ball féminin est la pratique féminine du basket-ball. Bien que sa pratique soit très répandue, sa reconnaissance sportive et médiatique a été plus tardive et moindre. Il est régulé par la Fédération internationale de basket-ball (FIBA).
Alors que le basket-ball est admis aux Jeux olympiques dès les Jeux de 1936, il faut attendre 1976 pour que le basket-ball féminin fasse son entrée aux Jeux de Montréal, alors que le Championnat du monde de basket-ball féminin est disputé depuis 1953. En 1985, Senda Berenson, Bertha Teague et Margaret Wade deviennent les premières femmes à entrer au Basketball Hall of Fame.
Il existe plusieurs ligues professionnelles féminines en Europe, Asie et Amérique. La Women's National Basketball Association est le premier sport collectif féminin à fonder une ligue professionnelle pérenne aux États-Unis.

## Histoire

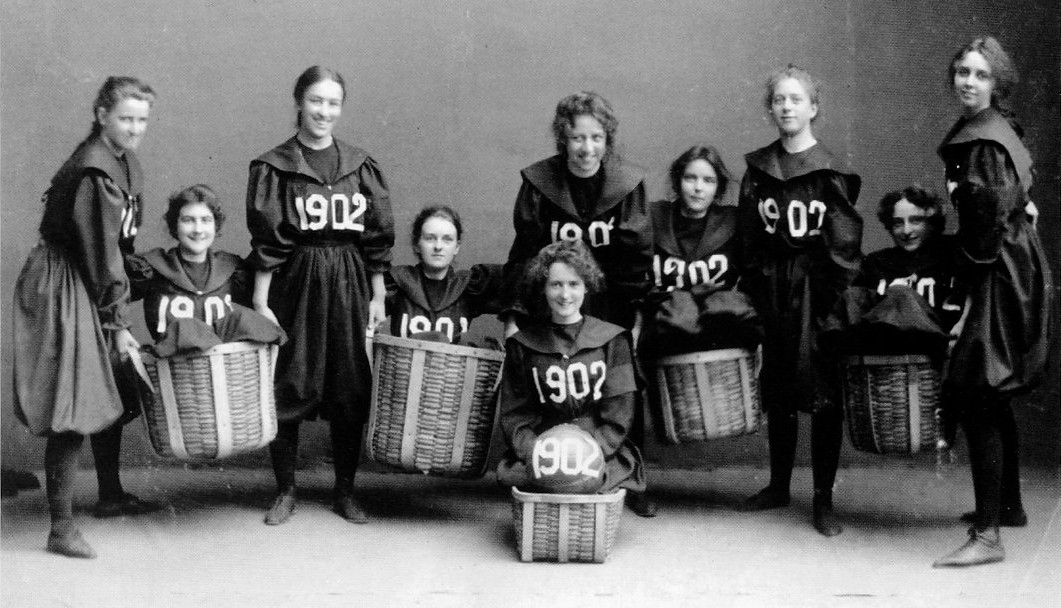
L'équipe du Smith College en 1902.

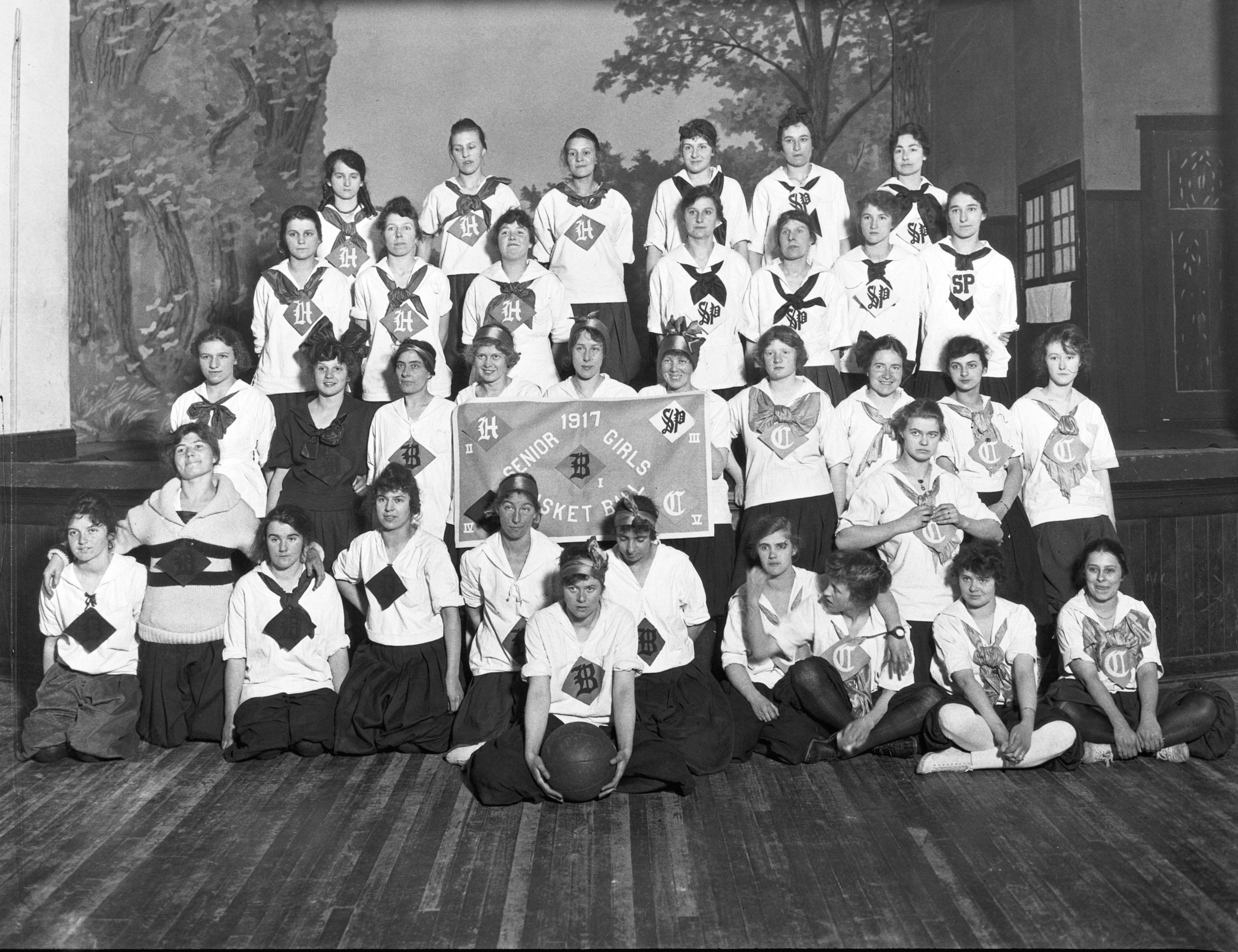
L'équipe féminine de Collins Fielhouse (Seattle) de 1917.

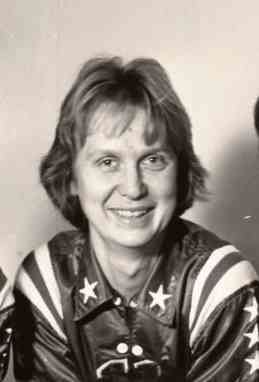
Nera White, MVP du championnat AAU de 1965.

### Les débuts
Une année après le premier match de basket-ball initié par James Naismith, les étudiantes de Sandra Berenson du Smith College s'affrontent, freshmen contre sophomore, le 22 mars 1893, même si des étudiantes californienne avaient déjà joué entre elle sans public en 1892. En 1893, on recense également une rencontre entre Mount Holyoke College et Sophie Newcomb College. Vers 1895, la pratique se diffuse dans différentes universités du pays, notamment Wellesley, Vassar et Bryn Mawr. La première rencontre interuniversitaire se tient le 4 avril 1896, pour un match joué à neuf contre neuf (2-1) entre Stanford et Berkeley. Clara Gregory Baer publie le premier recueil de règles du basket-ball féminin, qu'elle nomme « Basquette » en 1895, une dénomination abandonnée dans les règles Newcomb College Basketball publiées en 1908. Le basket féminin est alors souvent pratiqué par équipe de six joueuses.
Les YMCA ont joué un rôle important pour diffuser le sport à travers les États-Unis, le Canada et dans le monde entier. En 1893, Mel Rideout organise un premier match à Paris. À la même période, des rencontres ont lieu en Chine, au Japon ou en Perse. Pendant la Première Guerre mondiale, les corps expéditionnaires américains en diffusent la pratique dans les pays dans lesquels ils se rendent. James Naismith passe lui-même deux années en France.
En 1901, Spalding publie sous la direction de Berenson le premier recueil « officiel » des règles du basket-ball féminin où le terrain pour les féminines reste découpé en trois sections jusque 1938, puis deux jusque 1971, époque où l'on considère enfin qu'un jeu tout-terrain ne porterait pas préjudice à la constitution féminine. En 1971, le basket féminin adopte définitivement le jeu à cinq joueuses avec la règle des 30 secondes pour tirer. Le basket-ball féminin se développe : en 1925 37 États américains disposent d'un tournoi en lycées. En 1926, l'Amateur Athletic Union soutient le premier matche féminin disputé avec les règles masculines et en 1936 la formation des All American Red Heads affronte des équipes masculines.

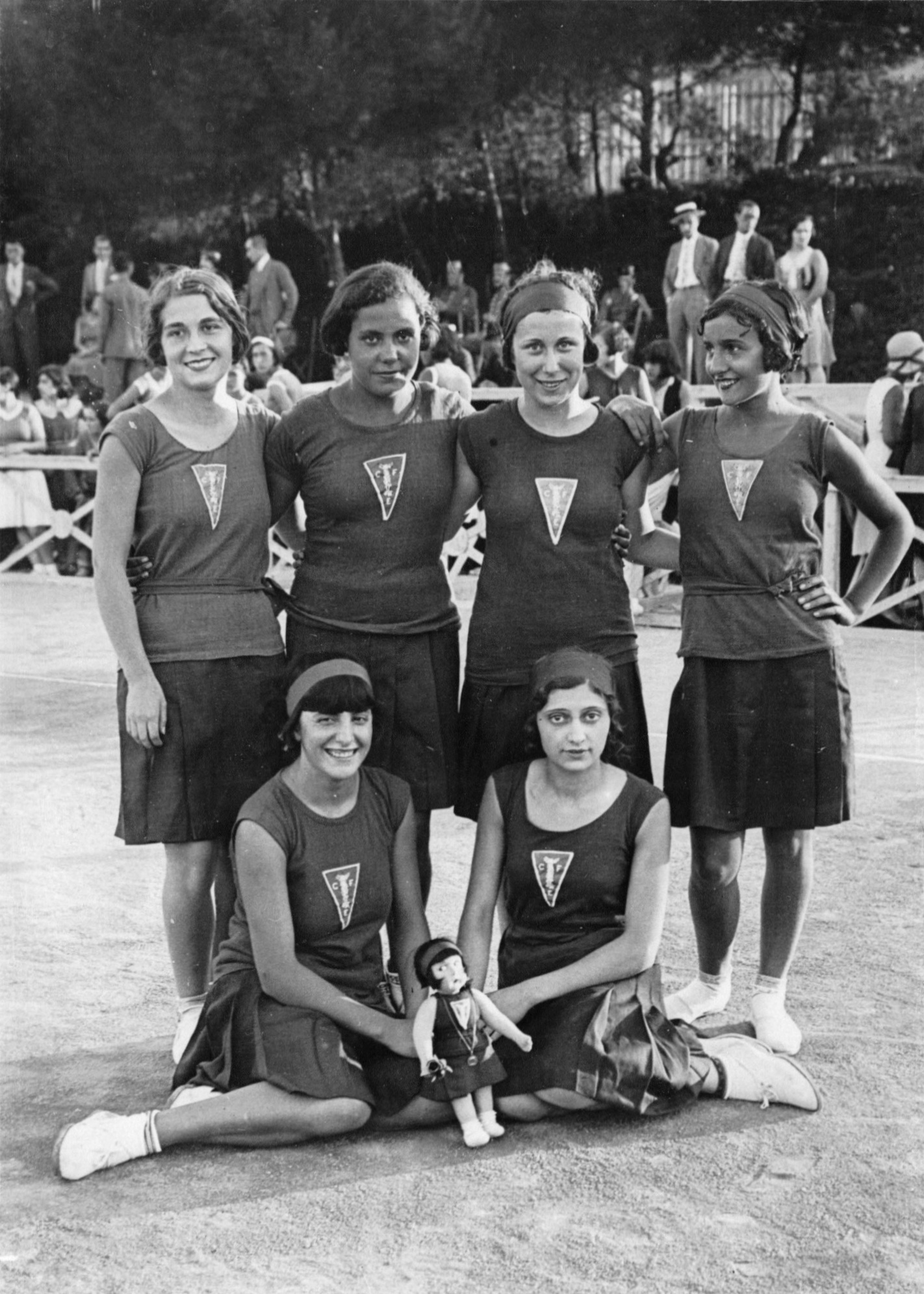
L'équipe féminine de basket du club de Barcelone en 1930.

En Europe, le sport est un marqueur des droits des femmes, avec notamment la création de l'équipe de basket-ball du club féminin et sportif de Barcelone en 1928, interdit sous la dictature franquiste à partir de 1939.
Le basket-ball féminin est donc demeuré sous une forme essentiellement récréative en Amérique du Nord pendant plusieurs décennies. Une variante spécifique anciennement nommée « Women's Basketball », l'actuel netball, s'est modérément dans quelques pays, avec des règles excluant notamment le dribble et réduisant encore plus les contacts entre joueuses. Il s'est développé essentiellement dans les pays du Commonwealth et s'est totalement émancipé de la FIBA en 1960 pour être régi par la International Federation of Netball Associations.
C'est donc d'abord hors d'Amérique du Nord que le basket-ball féminin s'est développé sous sa forme actuelle, pour impulser la création d'un championnat du monde dès 1953. En Europe, le basket-ball est un des principaux sports collectifs féminins, alors que le football est le sport masculin principal. De 1960 à 1975, les soviétiques font valoir leur domination dans les championnats du monde, alors que le Daugawa Riga domine les compétitions européennes.

### Essor dans les années 1970-80
Le basket-ball ne s'est vraiment développé aux États-Unis au-delà d'une fonction de loisirs assurée par l'Amateur Athletic Union qu'après 1972 une fois voté le Titre IX, qui impose aux universités de développer les compétitions féminines au même titre que pour les compétitions masculines. Ce sont des actions militantes locales qui ont permis la création d'équipes féminines après le lycée.
Ainsi l'action d'étudiantes menées par la future entraîneuse Lin Dunn permet l'apparition d'une équipe féminine à Tennessee Martin à l'automne 1969. La Commission on Intercollegiate Athletics for Women (CIAW) organise un premier « championnat national » universitaire remporté par West Chester State College. Après 1972, des nombreuses entraves à l'application de la Loi se sont manifestées localement et par la NCAA. Aussi, les compétitions se sont-elles organisées en marge de la NCCA par l'Association for Intercollegiate Athletics for Women (AIAW). Parmi les équipes importantes de cette époque, il faut citer la Delta State University entraînée par Margaret Wade, qui donnera son nom au Wade Trophy. Du 20 au 23 mars 1974, le tournoi final de l'AIAW obtient une couverture télé et radio ; le 27 janvier 1975, Immaculata College bat l'Université du Maryland 85-63 pour la première rencontre diffusée sur une chaîne de télévision nationale ; Immaculata College défait Queens College, 65-61, devant 12 000 spectateurs pour le premier match disputé au Madison Square Garden.

### NCAA

Candace Parker (balle en main) face à Sylvia Fowles au Final Four 2008.

Il faut attendre 1981-1982 pour que le Championnat NCAA féminin soit disputé, la NCAA réalisant que le sport féminin et notamment le basket-ball suscitent un intérêt substantiel et croissant. L'AIAW dispute alors sa dernière saison, déjà amputée de ses meilleurs éléments et disparaît. Le succès des compétitions féminines NCAA continue à croître. Le Final Four féminin est devenu un temps fort, notamment depuis 2003 où le tournoi final est fixé au mardi après le lundi de la compétition masculine. Depuis la création de la WNBA, les rares joueuses professionnelles qui étaient contraintes de jouer en Europe, sont maintenant choisies par les équipes lors de la draft en avril.
Les deux équipes dominantes de la dernière période sont les Huskies du Connecticut, avec 10 titres obtenus de 1995 à 2015 sous la direction de Geno Auriemma, et les Volunteers du Tennessee (8 titres depuis 1982). Tennessee est entraîné de 1974 à 2012 par Pat Summitt, qui remporte le 5 février 2009 sa 1000e victoire, chiffre sans équivalent en NCAA, hommes et femmes confondus.

### Professionnalisation
Des ligues professionnelles voient le jour en Europe et dans le monde à la fin du XXe siècle. En 1998, la NBA impulse la création de la ligue féminine Women's National Basketball Association (WNBA). L'essor se confirme dans les années 2020 avec un record d'affluence en Europe et pour un tournoi olympique avec 27 193 spectateurs pour la rencontre opposant la France et l'Australie au stade Pierre-Mauroy de Lille le 4 août 2024, alors que la rencontre NCAA entre Iowa avec Caitlin Clark, contre DePaul, au Kinnick Stadium rassemble 55 646 spectateurs en octobre 2023.

## Professionnalisation

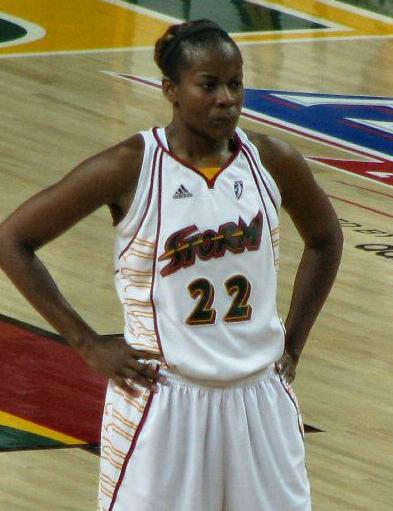
Sheryl Swoopes, une des premières stars de WNBA.

Soucieuse de se diversifier, la NBA soutient aux États-Unis la création de son équivalent féminin, la WNBA, qui est la première ligue professionnelle féminine américaine durable tous sports confondus. Elle dispute son premier match en 1997 pendant la période estivale où la NBA fait relâche.
La WNBA est précédée de manière éphémère par la Women's Professional Basketball League (WPBL). De l'automne 1978 au printemps 1981. La WPBL est considérée comme la première ligue américaine professionnelle féminine de basket-ball de l'histoire, qui aura permis à certaines de meilleures joueuses américaines de s'illustrer comme Carol Blazejowski, Ann Meyers et Nancy Lieberman. Contemporaine des débuts de la WNBA, l'American Basketball League l'a concurrencée de 1996 à 1998, en accueillant notamment la plupart des championnes olympiques de 1996 (Jennifer Azzi, Teresa Edwards…), avant de devoir jeter l'éponge faute de soutien financier.
Les championnats européens commencent à se professionnaliser dans les années 1980, tendance assumée par la constitution de ligues dans les années 1990. La création de l'Euroligue permet à une vingtaine des meilleures équipes européennes de s'affronter.
En Europe, après une éclipse dans les années 1990 à la suite de la disparition de l'URSS, le fortuné championnat russe regroupe des équipes phares d'Europe dont le Spartak région de Moscou, concurrencé par la Ligue féminine espagnole de basket-ball et maintenant des équipes turques. Les équipes françaises de la Ligue féminine de basket, dominatrices dans les années 1990 avec l'USVO et Bourges (avec Cathy Melain puis Céline Dumerc) suivent, devant les équipes italiennes, polonaises.
D'autres pays disposent de ligues professionnelles, comme la WNBL australienne, la WKBL sud-coréennes, la WJBL japonaise, la ligue chinoise et la ligue brésilienne. Les compétitions des autres pays non-européens sont essentiellement amateur.

### WNBA

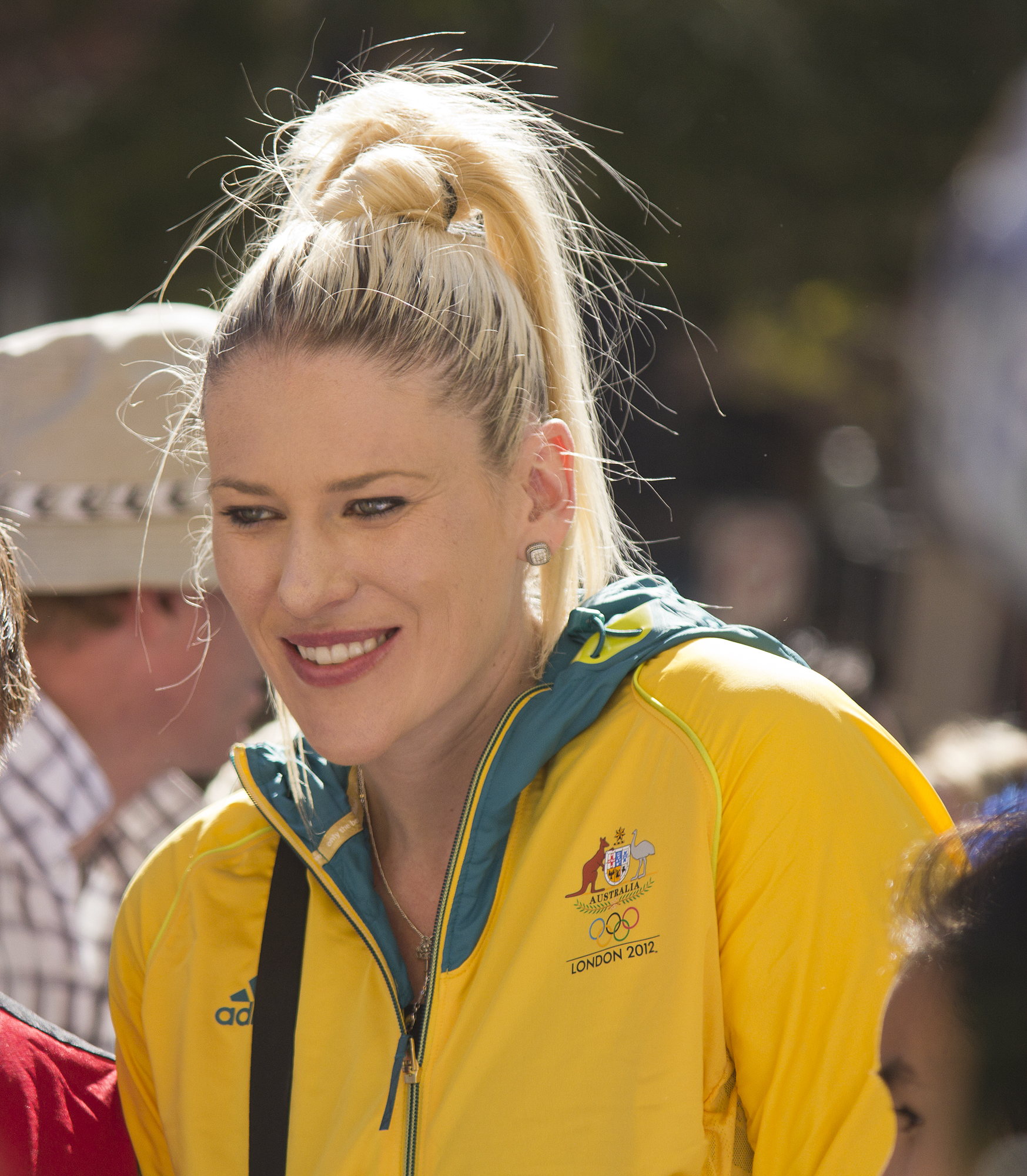
L'Australienne Lauren Jackson, double championne avec le Storm.

Le lancement de la WNBA est approuvé par la NBA le 24 avril 1996 et son activité débute le 21 juin 1997 avec huit équipes et des partenariats avec les chaînes ESPN et NBC. Les vedettes mises en avant par la ligue, Rebecca Lobo, Lisa Leslie et Sheryl Swoopes, sont éclipsées par Cynthia Cooper, nommée MVP et championne avec les Comets de Houston. La disparition de l'ABL permet un afflux de nouvelles bonnes joueuses (Jennifer Azzi, Yolanda Griffith…) et de passer à 12 formations et même 16 en 2000.
Les Comets remportent quatre titres de rang avant que les Sparks ne remportent deux titres consécutifs. Le Shock (avec Cheryl Ford) remporte trois titres en cinq ans et le Mercury (avec le duo Diana Taurasi-Cappie Pondexter) deux titres en trois ans. Le Storm est couronnée en 2004 et 2010. Après trois finales de suite, avec le titre en 2011 et 2013, pour le Lynx de Maya Moore, le Mercury et Diana Taurasi remportent leur troisième titre avec la jeune Brittney Griner.
L'arrivée de nouvelles stars comme Candace Parker permet à la WNBA de signer de nouveaux contrats avec ESPN et ABC. En 2009, le Mercury signe un premier contrat de sponsoring maillot, suivi par d'autres franchises. Les équilibres restent précaires, mais la WNBA fête en 2011 son quinzième anniversaire, ancienneté sans équivalent pour une ligue professionnelle féminine. Fin 2010, la WNBA fait état d'une affluence moyenne aux matches de 8 039 spectateurs par match et d'audiences télévisées en progression et de franchises se rapprochent de l'équilibre financier. En 2013, la WNBA profite d'une génération exceptionnelle de trois rookies (Brittney Griner, Elena Delle Donne et Skylar Diggins) pour renforcer son exposition médiatique.

### Euroligue féminine
L'Euroligue est le plus haut niveau de compétition européen et même mondial, les meilleures joueuses mondiales enchaînant Euroligue de septembre à mai puis la WNBA ou les compétitions internationales FIBA. Ainsi la star américaine Diana Taurasi manque la saison WNBA 2015 pour privilégier son contrat plus rémunérateur avec l'équipe russe d'UMMC Iekaterinbourg. La décennie 2010 voit la domination des équipes russes et turques, qui disposent des moyens financiers les plus importants.

## Règles

### Spécificités

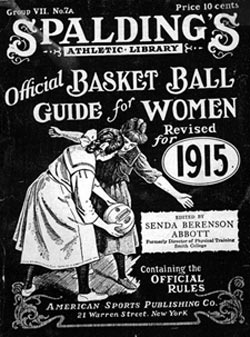
Recueil de règles pour le basket-ball féminin édité en 1915.

Les règles sont semblables au basket-ball masculin même si l'usage d'un ballon plus petit (taille 6) s'est généralisé dans les années 1990 au détriment de la taille 7.
Alors que les règles NBA et internationales présentaient de sérieuses différences dans les années 1980, qui se sont progressivement estompées, le caractère récent du développement du basket-ball féminin outre-Atlantique a réduit ces différences. C'est de NCAA qu'est venu l'utilisation du ballon taille 6, qui a été généralisé en 1996 par la FIBA pour les compétitions féminines.
Le temps pour tirer reste fixé à 30 secondes en NCAA alors qu'il est de 24 secondes dans les règles FIBA depuis 2000 et WNBA depuis 2006.
La modification la plus récente est le recul de la ligne des trois points de 6,25 m à 6,75 m par la FIBA à l'été 2010,. Toutefois, la distance reste fixée à 6,02 m pour les compétitions féminines de NCAA.
Les dunks sont beaucoup plus rares que dans le basket-ball masculin, d'où l'idée débattue par la FIBA d'abaisser le panneau de 3,05 m à une hauteur moindre pour y favoriser le spectacle. Toutefois, cette idée de faire tendre ainsi le basket féminin vers son modèle masculin ne semble pas faire l'unanimité, comme auprès la joueuse Taj McWilliams-Franklin qui trouve la proposition « ridicule » car supposant qu'« abaisser le cercle repose sur l'idée que les dunks en altitude sont la raison majeure de l'intérêt pour la NBA ».
La NCAA réfléchit à des modifications à adopter courant 2015 dont le recul de la ligne à trois points et l'adoption de quart-temps.
La FIBA prohibe le port du hijab en compétitions officielles, ce qui provoque le retrait de la compétition de l'équipe du Qatar lors des Jeux asiatiques de 2014. En championnat national, seuls l'Iran et l'Arabie saoudite obligent leurs sportives à porter le voile. Au Koweït, au Qatar ou aux Émirats arabes unis, le voile est commun par tradition, mais aucune loi ne l'impose. Les joueuses portent des tenues assez semblables à celles des hommes, quelques équipes jouant toutefois en jupes.

### Mixité
Dans les plus jeunes catégories d'âge, la mixité est habituelle et la présence de jeunes joueuses généralement acceptées dans les équipes masculines (souvent dans les compétitions départementales des moins de 11 ans, appelés aussi poussins). Toutefois, en août 2015 une équipe comptant une joueuse d'une dizaine d'années est exclue d'une compétition. Réagissant à cette exclusion, l'équipe du Liberty de New York invite la jeune équipe en ouverture d'une rencontre WNBA au Madison Square Garden
. 
La première édition du championnat du monde trois contre trois comporte une compétition mixte en plus de la masculine et de la féminine.
Dans la deuxième partie des années 2010, les compétitions masculines s'ouvrent aux femmes, comme l'illustre la nomination de l'ancienne joueuse Becky Hammon comme entraîneuse assistante aux Spurs de San Antonio en 2014, qui est suivie par plusieurs autres comme Kara Lawson ou Jenny Boucek,. En 2019, la ligue masculine française compte également deux entraîneuses assistantes.

### 3 contre 3

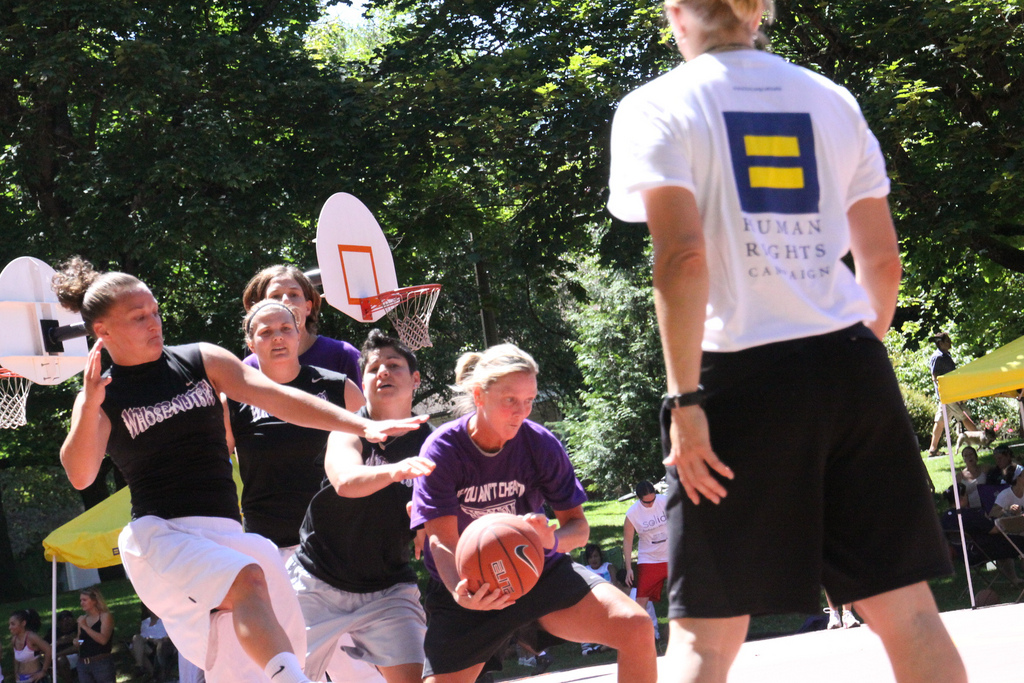
tournoi de 3x3.

Dans la décennie 2010, le jeu à trois contre trois réservé jusque-là aux loisirs informels, obtient une reconnaissance internationale avec les premiers championnats du monde masculins, féminins et (pour la première fois pour une compétition FIBA) mixtes en 2012. En juin 2017, le CIO décide que le basket à trois deviendra un sport olympique dès les Jeux de Tokyo en 2020 avec une compétition masculine et une compétition féminine.

### Règles WNBA 2013
Pour la saison 2013, la WNBA adopte trois modifications :
- report de la ligne des trois points à 6,75 m, suivant la règle FIBA en vigueur depuis 2010
- règle du « flopping » : sanction par un avertissement puis des amendes les simulations de faute
- règle des 3 secondes en défense : le fait de rester plus de 3 secondes dans la raquette est sanctionnée par une faute technique (un lancer franc et balle redonnée à l'équipe en attaque)

### Différences techniques
Au-delà des règles, le basket-ball féminin est réputé une plus grande part au collectif qu'à l'exploit individuel, même si des joueuses ne dédaignent pas le duel en un contre un (Cappie Pondexter, Émilie Gomis...).
Le premier dunk en match date de 21 décembre 1984 avec Georgeann Wells, des Mountaineers de la Virginie-Occidentale dans un match NCAA. La freshman des Bears de Baylor Brittney Griner devient la seconde femme à le faire deux fois dans une même rencontre universitaire le 2 janvier 2010.
En WNBA, le premier est dû à Lisa Leslie (Sparks de Los Angeles) le 30 juillet 2002 suivi de son second le 9 juillet 2005. À la date de juillet 2011, six dunks ont été réussis en WNBA et un seul en Euroligue par Sylvia Fowles en novembre 2008 avec le Spartak Moscou.

### Coaching féminin

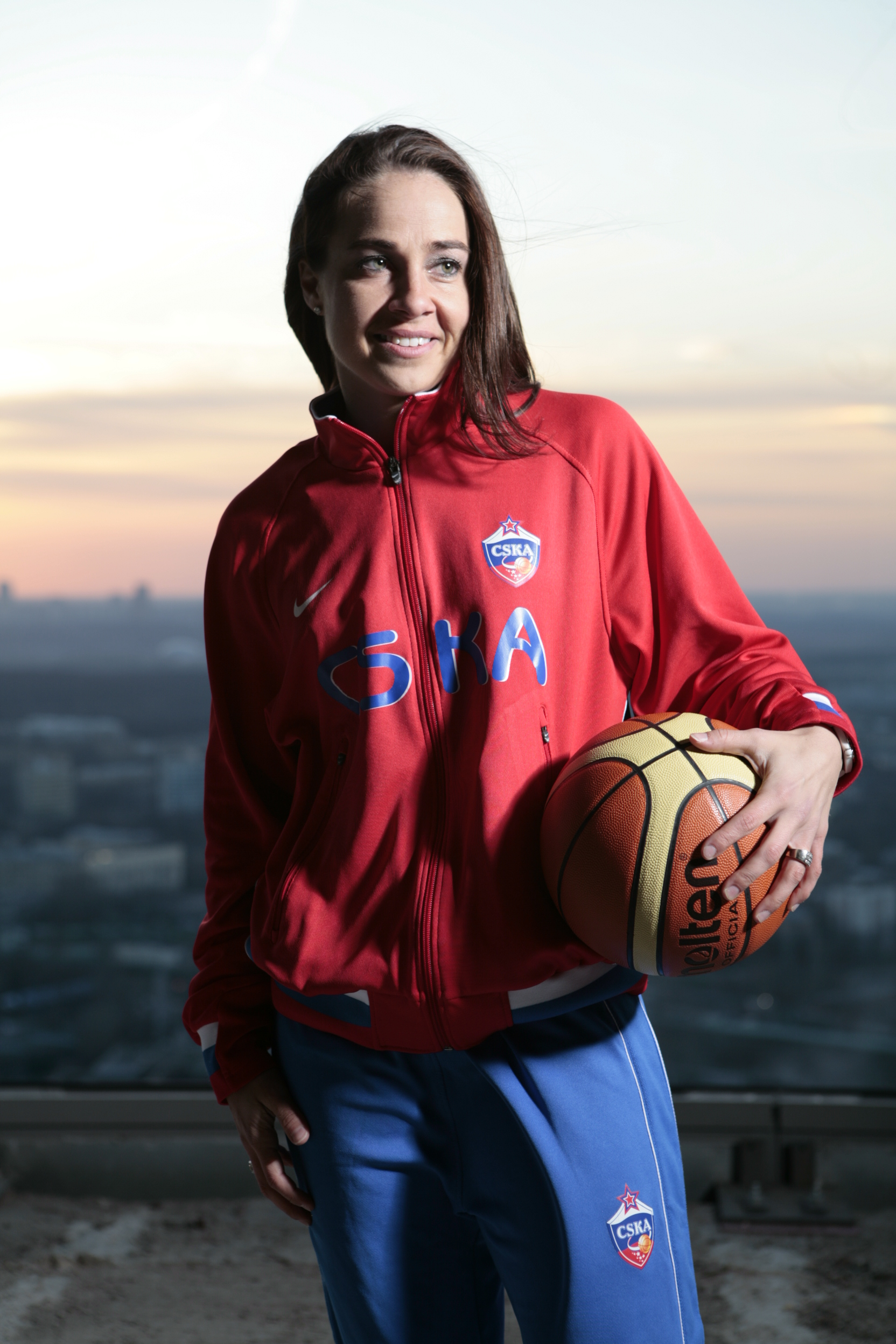
Becky Hammon

Un grand nombre d'équipes féminines restent dirigées par des hommes, mais la féminisation progresse et des femmes dirigent des équipes championnes WNBA[réf. souhaitée]. Autre exemple : l'équipe de France de basket-ball féminin a une femme pour entraîneuse depuis août 2013 en la personne de Valérie Garnier, une ancienne joueuse française de basket-ball, qui avait aussi été l'assistante du précédent entraîneur de cette équipe.
Après la blessure au genou qui la prive de l'essentiel de la saison WNBA 2013, Becky Hammon annonce au coach des Stars Dan Hughes son souhait de se diriger vers le coaching après la fin de sa carrière sur le terrain. Il l'envoie observer le fonctionnement de l'équipe masculine de la ville, les Spurs de San Antonio. Le 5 août 2014, les Spurs annoncent l'engagement de Becky Hammon comme assistante coach de Gregg Popovich pour la saison NBA 2014-2015 devenant la première femme à exercer sur un banc NBA dans un contexte qui se retrouve dans d'autres sports, par exemple le tennis avec le choix d'Amélie Mauresmo par Andy Murray. Durant l'été 2015, Hammon dirige l'équipe pendant la Summer League de Las Vegas du 10 au 20 juillet 2015.
Ce même été, les Kings de Sacramento engagent eux aussi Nancy Lieberman comme assistant-coach NBA après qu'elle est devenue en 2009 la première femme coach en D-League à la tête des Legends du Texas, franchise affiliée aux Mavericks de Dallas, alors que Teresa Resch est nommée début août vice-présidente chargée des opérations basket des Raptors de Toronto. Le même mois, Stephanie Ready, qui était devenue en 2001 la première femme à diriger une équipe professionnelle masculine, comme assistant coach du Groove de Greenville en D-League, est la première femme engagée comme commentatrice des rencontres télévisées de NBA. Elle fera partie du trio de commentateurs de FOX Sports Southeast, aux côtés de Dell Curry et d’Eric Collins, pour commenter le rencontres des Hornets de Charlotte.

## Dans le monde

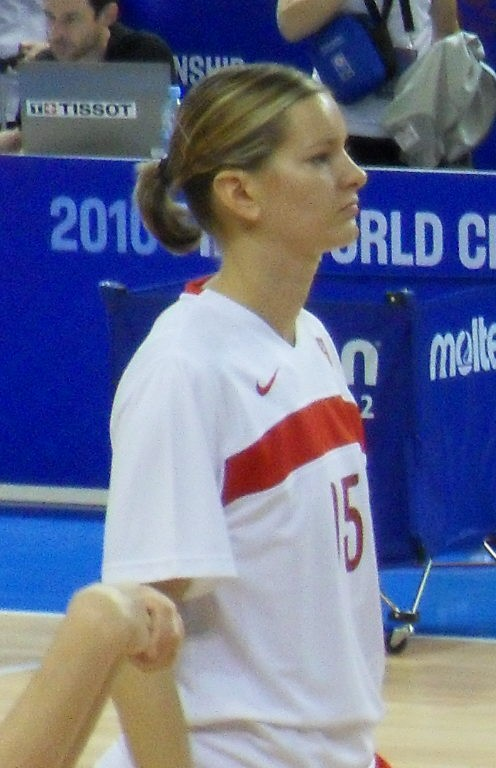
La tchèque Eva Vítečková, vice-championne du monde 2010.

Les équipes majeures ont d'abord été l'équipe soviétique avant que les Américaines ne prennent le dessus, invaincues aux Jeux olympiques depuis 1996.
Hors d'Europe, les Australiennes et les Brésiliennes sont également une place-forte. On dénombre trois équipes européennes dans les cinq meilleures équipes mondiales. L'Afrique est en retrait avec une 17e place pour le Sénégal  faute notamment d’infrastructures suffisantes, ce qui oblige les meilleures joueuses à s'expatrier.
| Rang | Équipe             | Points | Évolution     |
| ---- | ------------------ | ------ | ------------- |
| 1    | États-Unis JO, CM  | 1 000  | en stagnation |
| 2    | Espagne            | 670    | +1            |
| 3    | France             | 560    | +1            |
| 4    | Australie OC       | 460    | -2            |
| 5    | République tchèque | 356    | en stagnation |
| 6    | Canada             | 340    | +3            |
| 7    | Turquie            | 304    | +3            |
| 8    | Brésil             | 296    | -1            |
| 9    | Serbie EU          | 276    | +5            |
| 10   | Chine              | 256    | -2            |

Légende :  médaille d'or,  médaille d'argent,  médaille de bronze, AF champion d'Afrique en titre, AM champion des Amériques en titre, AS champion d'Asie en titre, CC championnats continentaux, CM champion du Monde en titre et Coupe du Monde, EU champion d'Europe en titre, JO champion Olympique en titre et Jeux Olympiques, OC champion d'Océanie en titre. Source : Site officiel de la FIBA : fiba.com

## Compétitions par continent

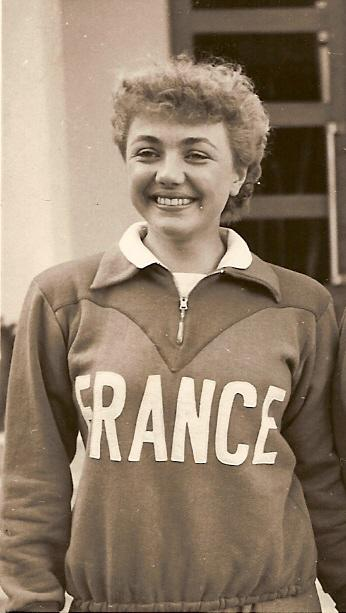
La française Évelyne Golhen top-scoreuse du Mondial 1953.

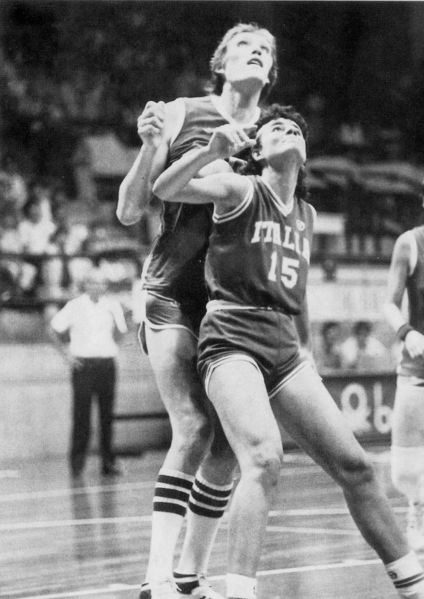
La soviétique Uļjana Semjonova.

### Europe
En Europe, l'Euroligue dispose d'un niveau comparable à la WNBA, du fait que les deux compétitions ne se chevauchent pas et que beaucoup de joueuses participent successivement à l'une et l'autre. L'Euroligue porte ce nom depuis 1992, succédant à la Coupe des clubs champions. Après une supériorité française dans les années 1990 avec le CJM Bourges puis Valenciennes, l'Euroligue est dominée actuellement par les clubs russes (quatre victoires consécutives en Euroligue pour le Spartak région de Moscou) et espagnols (victoire de Salamanque dans l'Euroligue 2011).
Tant au niveau des clubs russes que de la sélection nationale, qui est présente sur le podium des championnats d'Europe sans interruption de 1999 à 2011, avec notamment Maria Stepanova. L'Équipe de France tient depuis une dizaine le plus haut niveau avec deux titres européens en 2001 et 2009. Resté puissant au niveau des clubs, l'Italie est moins redoutée au niveau de son équipe nationale que dans les années 1970-80, à l'époque de Liliana Ronchetti. Nouveau venu, la Turquie s'affirme tant au plan des clubs (Fenerbahçe, Galatasaray) que d'une sélection nationale vice-championne d'Europe 2011. En 2014, Galatasaray est le premier club turc à remporter l'Euroligue. Les stambouliotes battent le Fenerbahçe grâce à leur collectif et au duo espagnol duo espagnol Alba Torrens–Sancho Lyttle.
La Yougoslavie développe d'excellentes générations de joueuses, un rang derrière l'URSS. Après son éclatement en 1991, la Croatie et la Serbie obtiennent des résultats honorables, alors que le Monténégro se révèle à l'Euro 2011. En 2015, c'est la Serbie qui remporte le titre et renoue avec un passé glorieux.
Autre pays disparu, la Tchécoslovaquie, dont le Tchéquie a pris la suite avec une équipe nationale vice-championne du monde en 2010 et des clubs respectés (USK Prague et Gambrinus Brno), tout comme le club slovaque de Ružomberok. La Hongrie garde des joueuses remarquables. La Pologne est un pays avec une forte culture basket, qui a connu une période particulièrement faste avec Małgorzata Dydek. Autre pays de tradition basket, la Bulgarie s'illustre souvent au XXe siècle avant de se faire plus discrète.
L'équipe d'URSS comprend de nombreuses joueuses baltes, dont sa figure de proue Uļjana Semjonova. Lettonie et Lituanie ont donc souvent surpris des pays démographiquement plus importants. La Suède voisine produit aussi quelques joueuses reconnues, comme les jumelles Frida et Elin Eldebrink.
Des pays aux résultats modestes comme la Belgique ou le Portugal disposent cependant de joueuses reconnues comme Ann Wauters ou Ticha Penicheiro. Pendant une brève période au début des années 1990, le club allemand de Wuppertal se hissé au plus haut niveau européen en remportant l'Euroligue en 1996, alors que l'Allemagne remporte un bronze sans lendemain à l'Euro 1997. Nouvelle venue sur la scène internationale, la Grande-Bretagne montre des qualités, notamment avec Johannah Leedham, et est qualifiée d'office en tant pays organisateur pour les Jeux olympiques de Londres en 2012.

### Amérique du Nord
Après le Mondial 2006 qui avait vu le triomphe des Australiennes, les Américaines réaffirment leur supériorité sur le basket-ball féminin mondial, remportant depuis toutes les compétitions. Le système universitaire forme chaque année un grand nombre de joueuses. Les compétitions universitaires canadiennes sont également notables. Ce système de formation assure un vivier important à la WNBA, qui est la ligue la plus renommée.
L'Équipe du Canada remporte le bronze au Championnat du monde en 1979 et 1986, puis enchaîne les performances en demi-teinte malgré l'excellente joueuse de WNBA qu'est Tammy Sutton-Brown. À partir de 2012, une nouvelle génération permet cependant aux Canadiennes de renouer avec le succès avec une double victoire en 2015 aux Jeux panaméricains organisés à Toronto et au Championnat des Amériques en disposant de Cuba en finale. Kia Nurse est nommée meilleure joueuse de la compétition.

### Afrique

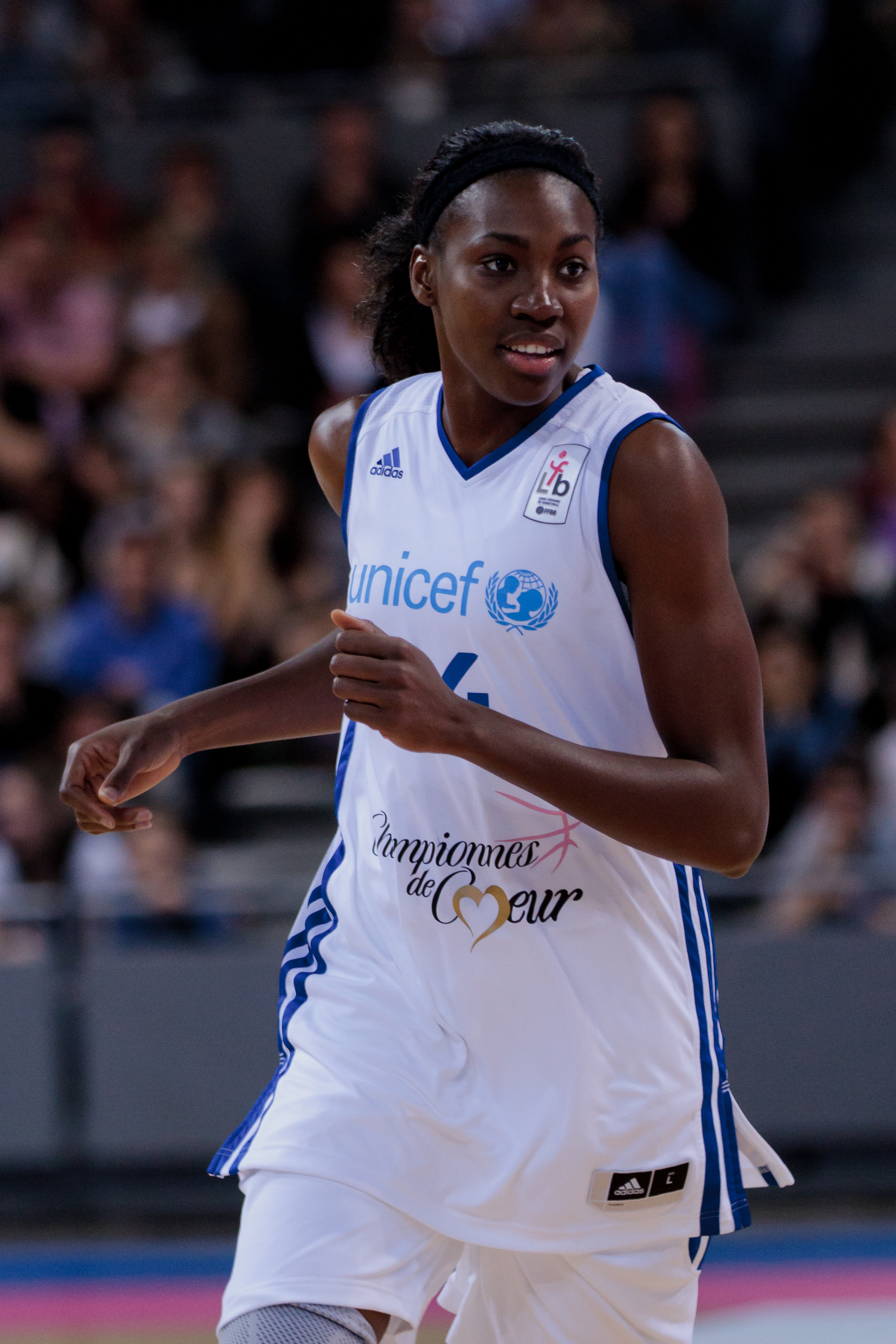
La malienne Djéné Diawara.

Les équipes du Sénégal remportent à dix reprises le Championnat d'Afrique, avec plusieurs professionnelles en France : Mame-Marie Sy-Diop, Fatou Dieng, Bineta Diouf…
Le Mali, victorieuse en 2007 et finaliste en 2009, est un des autres ténors du continent. En 2011, l'Angola remporte l'Afrobasket pour représenter le continent aux Jeux olympiques de Londres, mais n'y obtient aucune victoire.
Dans les années 2000, l'équipe nigériane s'est affirmée en remportant le Championnat d'Afrique en 2003 et 2005. Elle reconquiert le titre continental en 2017, le conserve en 2019, après être devenue en 2018 la première équipe africaine à atteindre les quarts de finale d'un championnat du monde. En 2019, l'équipe du Mali est la première équipe africaine à atteindre les quarts de finale à la Coupe du monde U19 avec notamment la jeune Sika Koné. La finale de l'Afrobasket se déroule devant 15 000 personnes à la Dakar Arena.
Parmi les joueuses les plus connues figurent la congolaise Mwadi Mabika la malienne Hamchétou Maïga-Ba qui jouent plusieurs saisons en WNBA, alors que de nombreuses joueuses africaines jouent en France, en Europe et dans les universités américaines. D'autres talents du continent se sont expatriés pour percer dans les autres pays européens, aux États-Unis voire dans d'autres pays: la libérienne Matee Ajavon, les nigérianes Itoro Umoh et Adaora Elonu, la camerounaise Agathe N'Nindjem-Yolemp, la congolaise Bernadette Ngoyisa… Il n'existe pas de ligue professionnelle féminine sur le continent.

### Amérique du Sud

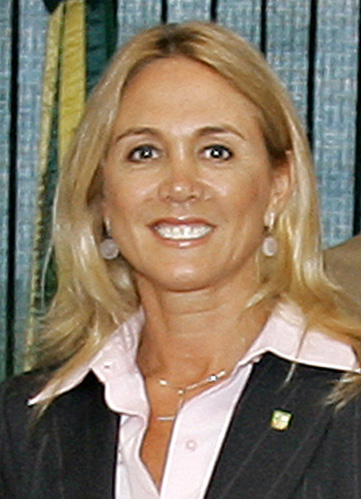
La Brésilienne Hortência Marcari.

L'équipe nationale brésilienne domine traditionnellement le continent. Elle obtient une médaille d'argent aux JO de 1996 avec notamment Hortência Marcari, puis une médaille de bronze aux JO de 2000 avec Alessandra Santos de Oliveira et Helen Luz.
Plusieurs joueuses font une belle carrière en Europe comme WNBA comme Janeth Arcain, Iziane Castro Marques, Érika de Souza. Damiris Dantas do Amaral est draftée en 2012.
Parmi les autres pays régulièrement qualifiés pour les compétitions internationales figure aussi Cuba (médaille de bronze au Mondial 1990). Le Paraguay connait ses heures de gloire au milieu du XXe siècle. Les nouveaux outsiders sont Porto Rico dans les années 1980-90, puis l'Argentine qui remporte toutes les médailles d'argent du championnat continental de 1993 à 2010 à l'exception de 2005 (médaille de bronze).

### Asie

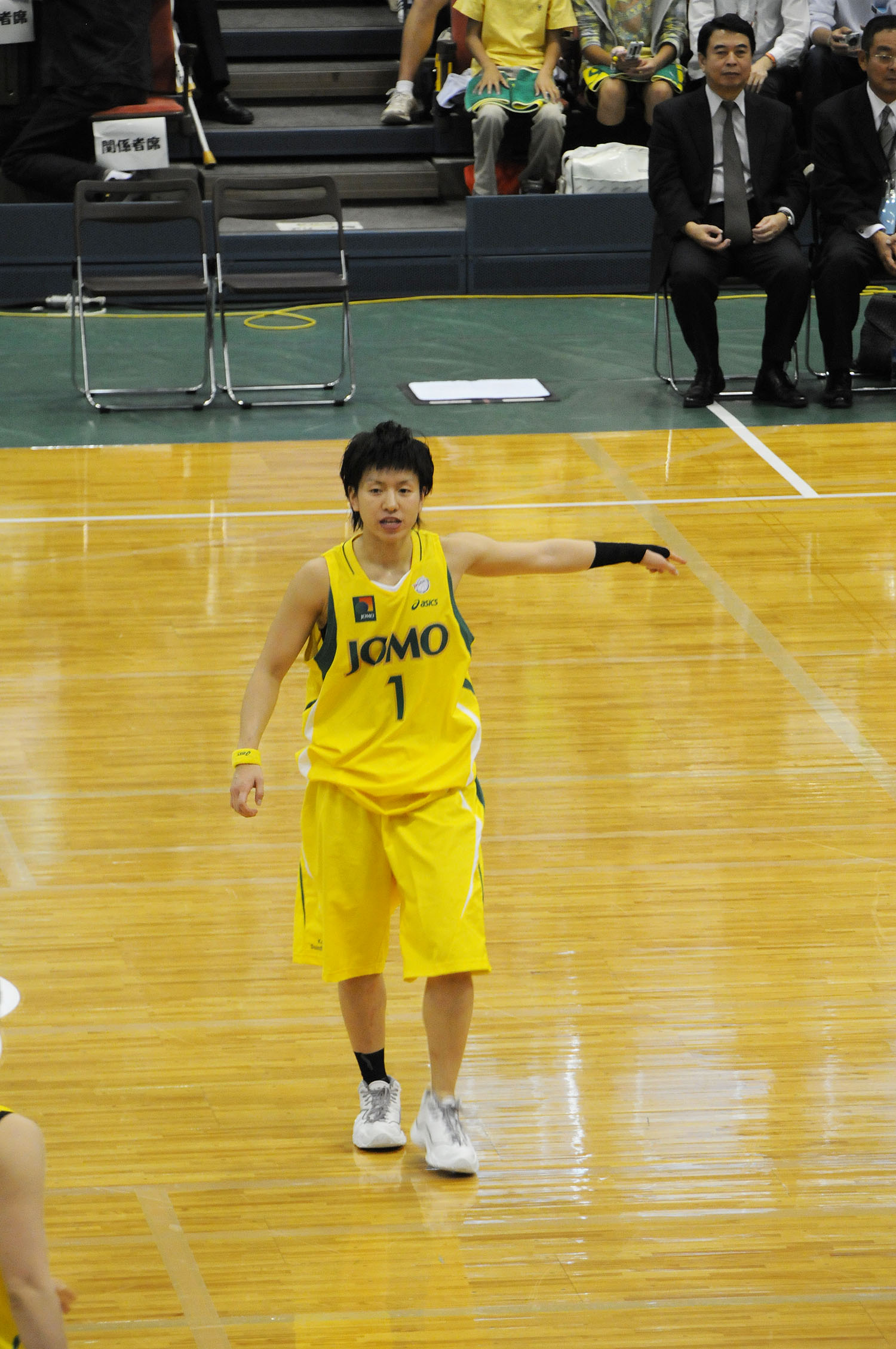
Yuko Oga, seconde japonaise à jouer en WNBA.

La Chine se maintient au meilleur niveau asiatique après avoir été, dans les années 1980 et le début des années 1990 une des meilleures équipes mondiales, grâce notamment à Zheng Haixia, qui permet aux Chinoises de remporter la médaille d'argent au Championnat du monde 1994 et aux Jeux olympiques de 1992, ainsi que le bronze aux Jeux olympiques de 1984 et au Championnat du monde 1983. Avec la Chine, la Corée du Sud dispose d'une équipe au plus haut niveau continental. De 2001 et à 2011 inclus, la Chine gagne cinq fois les Championnats d'Asie, sauf en 2007 où c'est la Corée du Sud qui remporte le titre.
L'émergence de la Ligue chinoise se fait sentir au début des années 2010 avec l'arrivée de joueuses et d'entraîneurs de renom qui y trouvent des ressources financières venant concurrencer les championnats européens : signature à l'été 2012 de la MVP 2011 de WNBA Tamika Catchings, de Maya Moore, de Liz Cambage, de Sophia Young et de l'entraîneur Lucas Mondelo. La Chine réussit également à attirer Brittney Griner, avec un salaire estimé en 2014-2015 à 600 000 dollars au Beijing Great Wall, supérieur à ses émoluments en WNBA.
De même, à un degré moindre la ligue sud-coréenne (WKBL) propose des contrats attractifs de 25 000 dollars par mois sur les cinq mois de la compétition qui attirent des joueuses internationales confirmées. Le Japon dispose aussi d'une ligue, la Women's Japan Basketball League (en). Trois joueuses japonaises ont disputé des rencontres en WNBA et, avec Ramu Tokashiki, le pays a remporté en 2015 le championnat d'Asie pour la première fois depuis 43 ans. Enfin, Taïwan obtient plusieurs podiums au Championnat d'Asie.

### Océanie

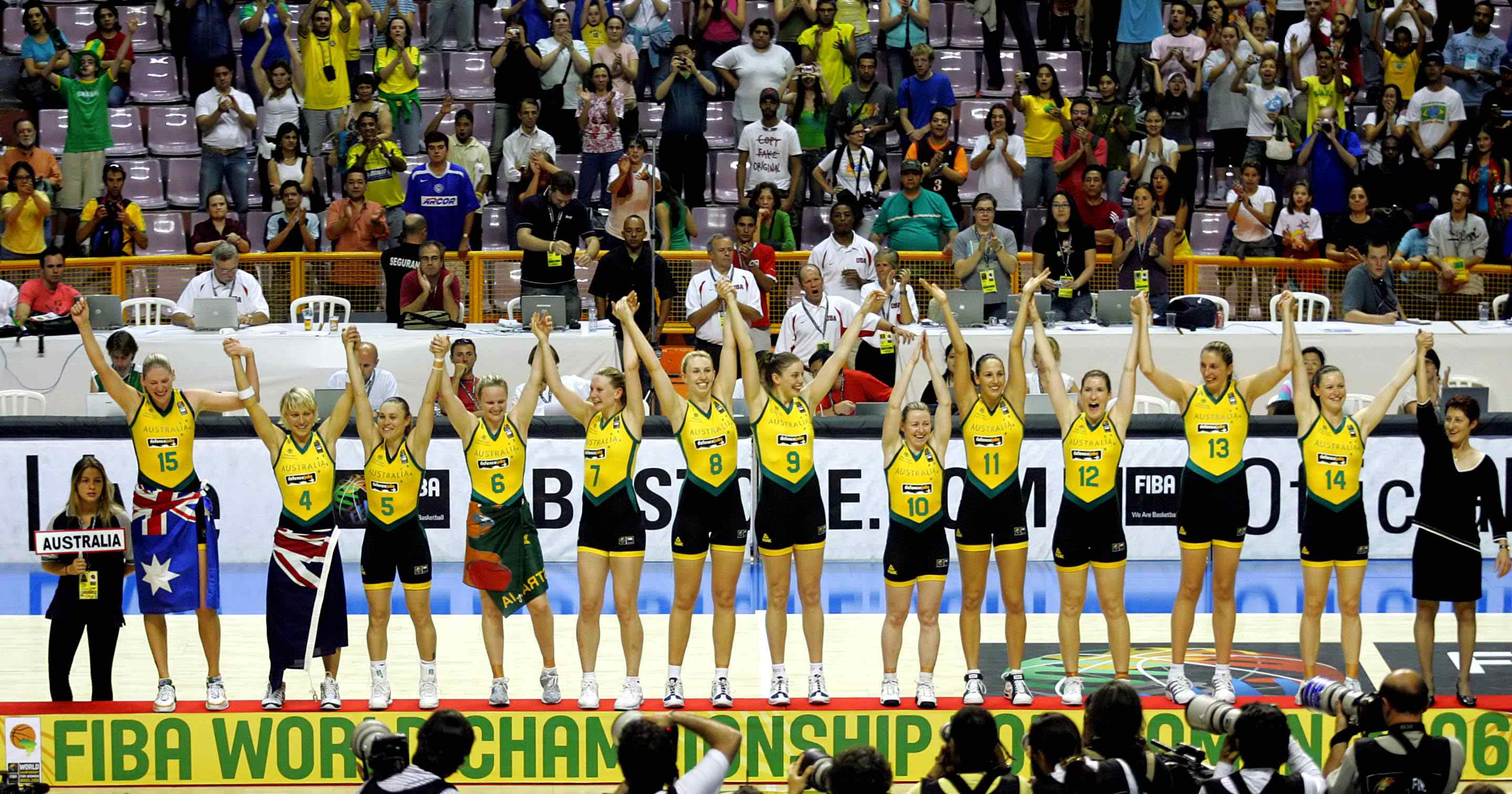
Les Australiennes remportent le championnat du monde 2006, dernier tournoi international à avoir échappé aux Américaines (série en cours en 2015).

La sélection australienne des Opals est régulièrement présente au plus haut niveau avec notamment trois médailles d'argent olympiques en 2000, 2004 et 2008, puis le bronze en 2012. Le pays abrite depuis 1981 une ligue féminine.
Avec Sandy Brondello, Lauren Jackson élue trois fois meilleure meilleure joueuse de WNBA, est la joueuse australienne la plus connue. Aux Jeux de Londres, Liz Cambage réussit le premier dunk d'un tournoi olympique féminin,. Plusieurs internationales australiennes jouent en Europe comme Natalie Hurst, Marianna Tolo…
Derrière l'Australie, la Nouvelle-Zélande suit à bonne distance.

## Image du sport féminin
Depuis 2009, le magazine d’ESPN The Body Issue publie annuellement des photos d'athlètes nues dont une joueuse WNBA. Si les premières, comme Diana Taurasi ou Swin Cash, assument des poses lascives où seul le ballon rappelle la sportivité. Au-delà de la valorisation de leur côté sexy pour capter l’attention des médias, l’approbation du public et des sponsors, 2014 marque un tournant avec Angel McCoughtry qui apparaît en mouvement, mettant en exergue ses qualités de puissance, discipline et rapidité. 
Pour Tamika Catchings, le basket-ball doit profiter de l'exposition donnée au sport féminin aux États-Unis via l'équipe nationale de football « Le plus important, c'est la couverture médiatique. Plus il y a de couverture, plus il y a de succès pour la ligue, plus cela renforce le sport féminin. »

## Quelques figures du basket-ball féminin

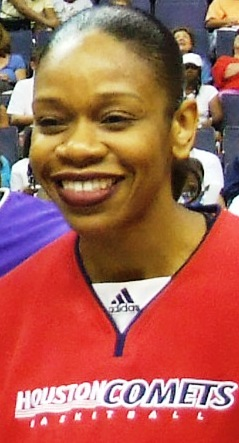
Tina Thompson (joueuse américaine)
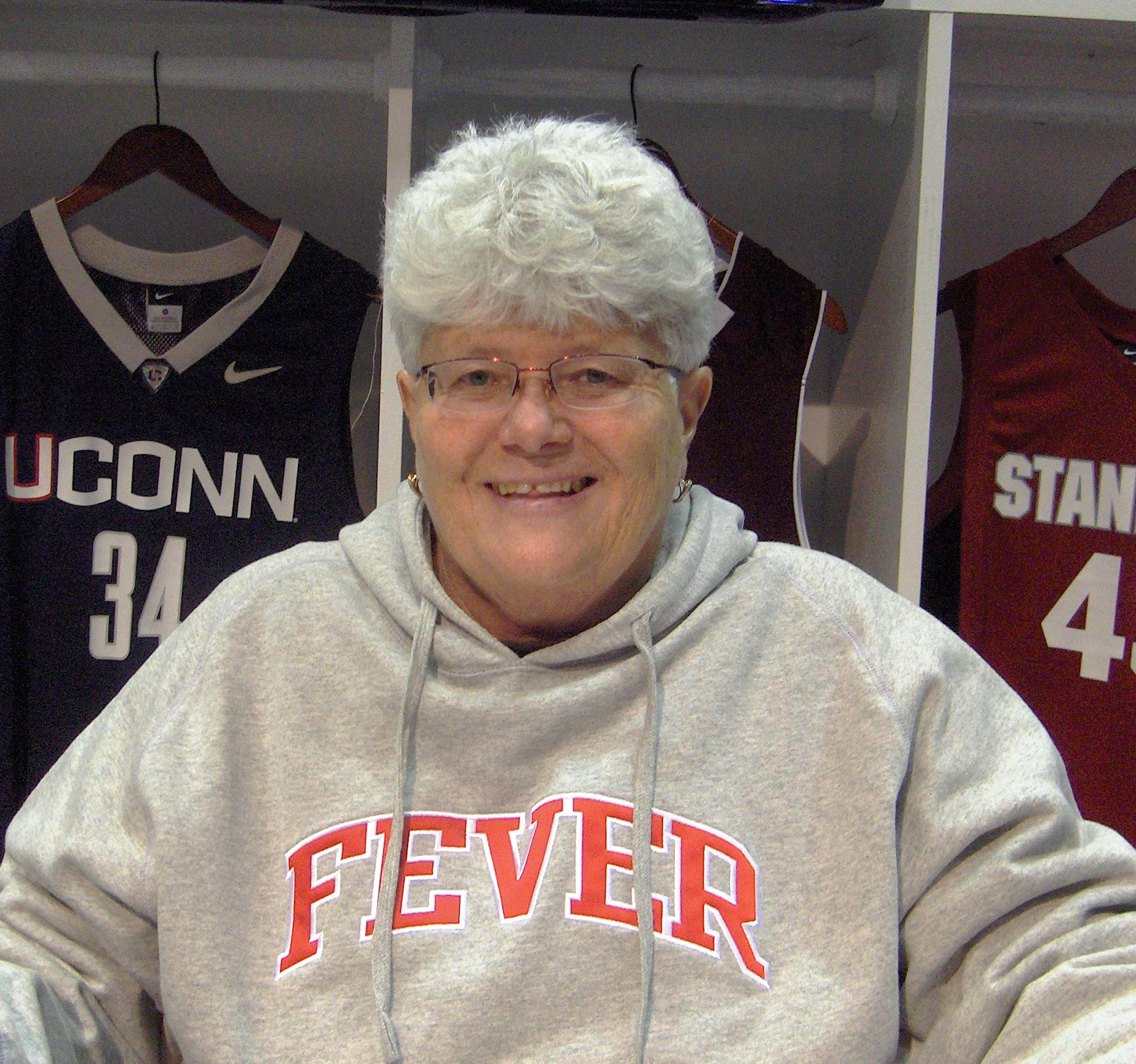
Lin Dunn (coach américaine)
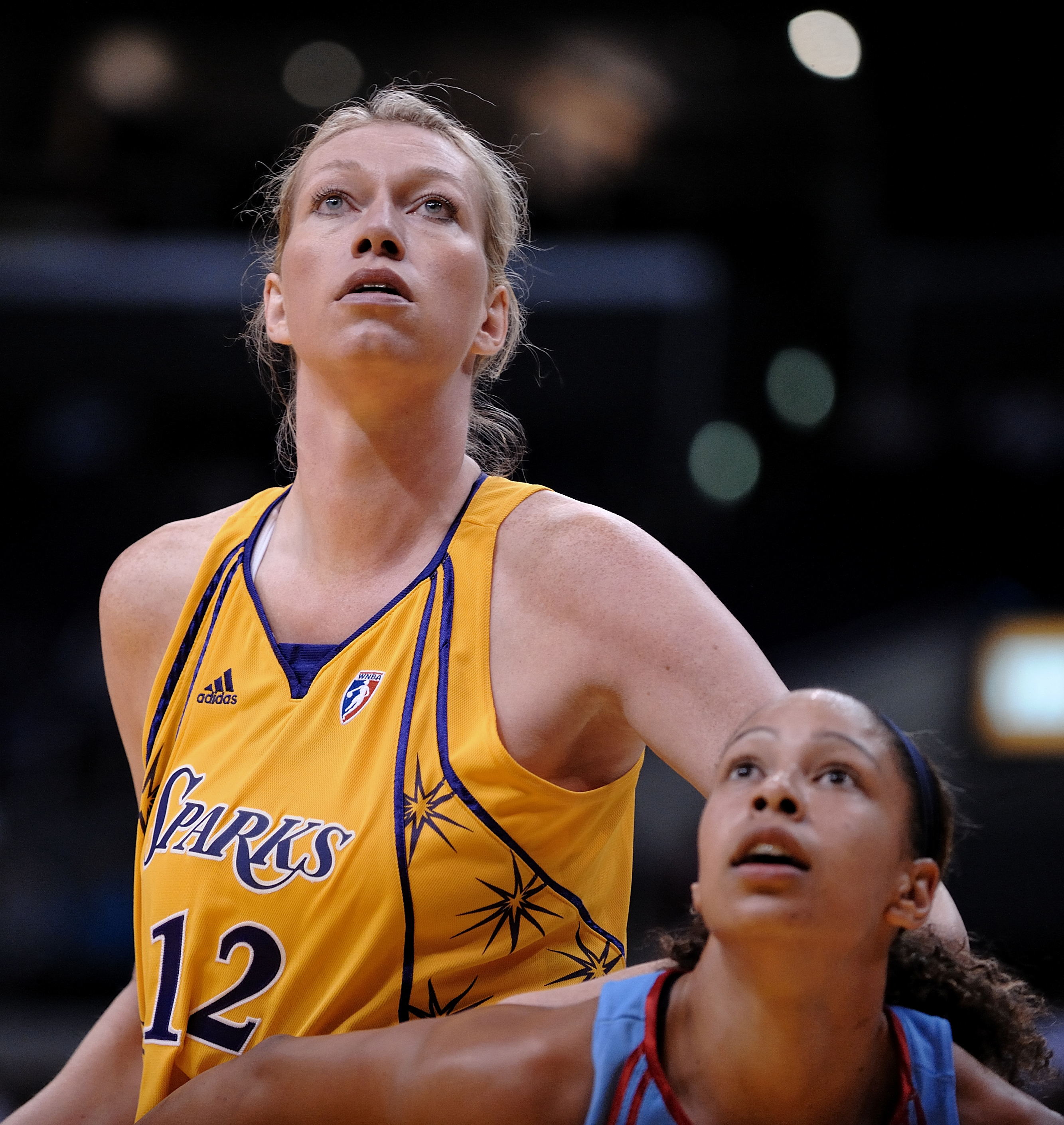
Małgorzata Dydek (joueuse polonaise)
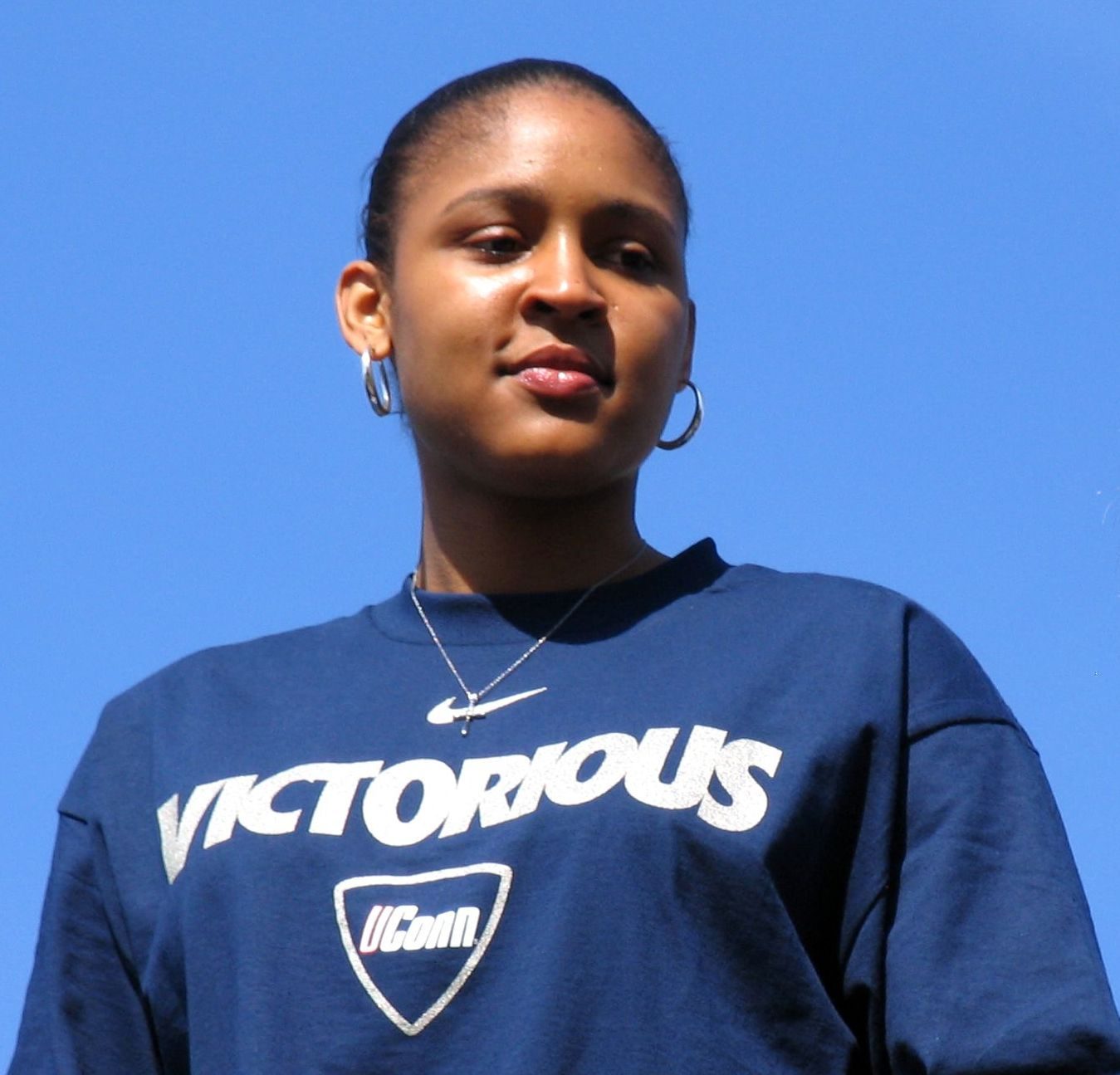
Maya Moore (joueuse américaine)
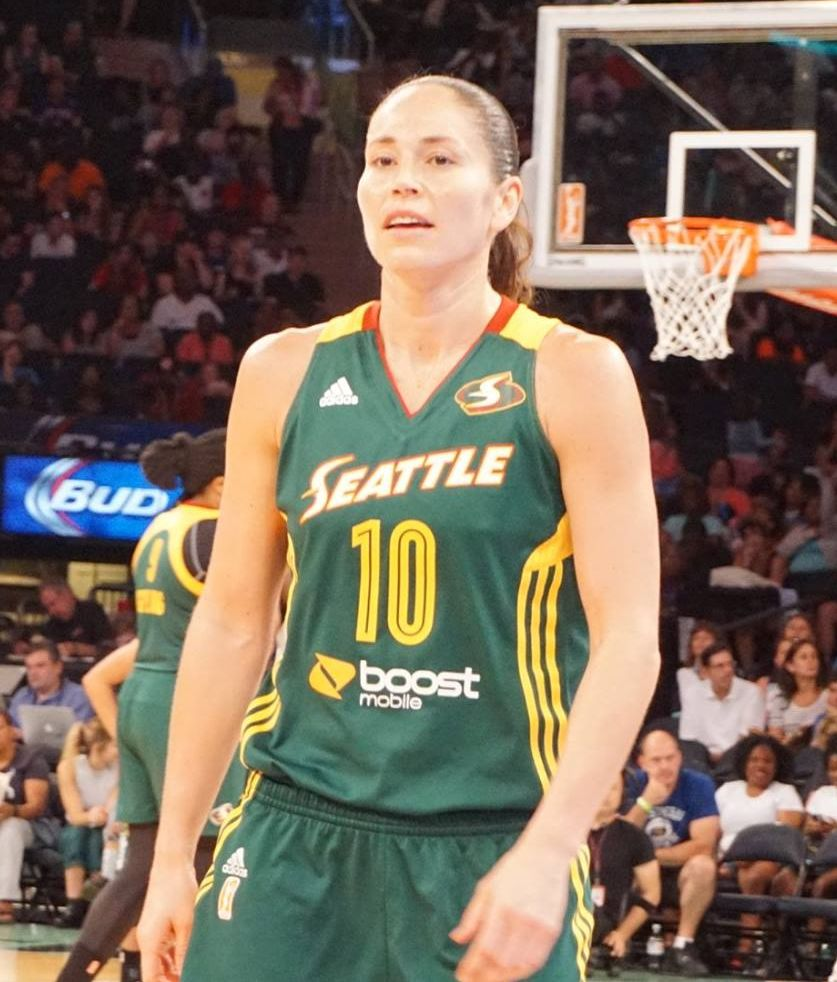
Sue Bird (joueuse américaine)
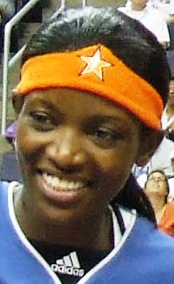
DeLisha Milton-Jones (joueuse américaine)
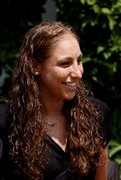
Diana Taurasi (joueuse américaine)